# Leon Lewite
Leon Lewite (ur. 1878 w Warszawie, zm. 1944 w Tel Awiwie) – żydowski polityk, syjonista.

## Życiorys
Od początku istnienia syjonizmu jako ideologii politycznej był z nim związany, zaangażował się w działalność organizacji Kadima. Był uczniem oraz pomocnikiem Nachuma Sokołowa.
Po wybuchu I wojny światowej przeniósł się do Moskwy, gdzie został jednym z przywódców tamtejszej społeczności żydowskiej oraz syjonistów. Po przejęciu władzy w Rosji przez bolszewików powrócił do Warszawy, gdzie stanął na czele Biura Palestyńskiego Agencji Żydowskiej. W 1919 roku wszedł w skład Komitetu Delegacji Żydowskich przy Konferencji Pokojowej.
Był jednym z przywódców frakcji Et Liwnot, a w latach 1925–1929 prezesem Komitetu Centralnego Organizacji Syjonistycznej w Polsce. Z funkcji miał zrezygnować z powodu konfliktu ze skrzydłem partii pod przywództwem Izaaka Grünbauma. W 1925 roku był także założycielem Polsko-Palestyńskiej Izby Handlowej, pełniąc następnie funkcję jej prezesa. Współpracował z czasopismem „Nasz Przegląd”, w latach 1932–1939 był redaktorem naczelnym „Palestyna i Bliski Wschód”. Był jednym z organizatorów i przywódców antyhitlerowskiej akcji gospodarczej, czyli bojkotu niemieckich produktów.
Po wybuchu II wojny światowej wszedł w skład Komitetu Społecznego dla Spraw Związanych z Obroną Państwa przy Gminie Żydowskiej w Warszawie, następnie wyjechał jednak z Polski i przedostał się do Palestyny, gdzie został członkiem Reprezentacji Żydostwa Polskiego. Wycofał się z życia politycznego z powodu ciężkiej choroby.
Jego żoną była Salomea Lewite, twórczyni i przewodnicząca WIZO w Polsce.